# Roy Lynes
Roy Lynes (* 25. Oktober 1943 in Redhill) ist ein britischer Keyboarder. Er war von 1964 bis 1970 Mitglied von Status Quo bzw. deren Vorgängerbands The Spectres und Traffic Jam.
Nach seinem Ausstieg wurde er erst 1976 durch einen neuen Keyboarder ersetzt, nämlich Andy Bown. In Brisbane gab er während der Status-Quo-Tour durch Australien im Jahr 2000 ein einmaliges Comeback. Hin und wieder spielt er in australischen Tribute-Bands wie Just Quo oder Statoz Quo.

## Kompositionen
- The Traffic Jam: Wait A Minute (1967)
- Status Quo: To Be Free (1969, mit Alan Lancaster und Bob Young)
- Status Quo: Umleitung (1971, mit Alan Lancaster)
- Engelbert Humperdinck: How Does It Feel (1972, mit Alan Lancaster)

## Diskografie

### The Spectres / Traffic Jam
siehe The Spectres#Diskografie

### Status Quo
- 1968: Picturesque Matchstickable Messages from the Status Quo
- 1969: Spare Parts
- 1970: Ma Kelly’s Greasy Spoon